# David Miller (philosophe)
Pour les articles homonymes, voir Miller et David Miller.
David W. Miller, né le 19 août 1942 à Watford et mort le 20 novembre 2024, est un philosophe anglais et un éminent représentant du rationalisme critique. Il a enseigné au département de philosophie de l'université de Warwick à Coventry, au Royaume-Uni où il est lecteur en philosophie. Il a été trésorier honoraire de la British Society for the Philosophy of Science (en). 

## Voir également
- William Warren Bartley
- Hans Albert
- Rationalisme critique